# 山形県立庄内農業高等学校
山形県立庄内農業高等学校（やまがたけんりつ しょうないのうぎょうこうとうがっこう）は、山形県鶴岡市藤島にある県立農業高等学校。

## 設置学科
- 食料生産科
- 食品科学科

## 沿革
- 1901年 - 山形県立庄内農業学校として開校
- 1948年 - 山形県立藤島高等学校と改称
- 1950年 - 山形県藤島農業高等学校と改称
- 1953年 - 山形県立庄内農業高等学校と改称
- 2001年 - 創立100周年記念式典を挙行
- 2021年 - 創立120周年記念式典を挙行予定

## 部活動
- 運動系
  - 剣道 、ウェイトリフティング、硬式テニス、山岳、柔道、卓球、バドミントン
- 文化系
  - 吹奏楽、演劇、フラワーデザイン、書道、合唱
- 農業系
  - 農業部>鑑定班、情報技術班、機械班、加工班(うどん部)
- 同好会
  - 美術

## 主な進路先
- 東北公益文科大学
- 仙南タクシー
- いわき明星大学
- 佐藤建設
- 渡部青果
- 主婦の店
- ミラノキング
- 最上川ファーム
- 東北愛犬専門学院
- 平田牧場
- マルハチ
- ヤマザワ

## 校歌
- 作詞：土井晩翠
- 作曲：辻順治

## 著名な関係者

### 出身者
- 佐藤円治 - 俳優、大映株式会社部長、娘は女優三條美紀、孫は元女優紀比呂子。
- 富樫実 - 彫刻家、成安造形大学名誉教授、櫛引町名誉町民（現・鶴岡市名誉市民）
- 諏訪熊太郎 - 宗教家
- 田澤一二 - 第3代立川町町長、農学博士、獣医師
- 新田嘉一 - 株式会社平田牧場社長
- 上野隆一 - 株式会社ウエノ社長、特定非営利活動法人庄内みずほの郷理事長
- 松木正利 - 園芸家
- ウド鈴木 - キャイ〜ン、タレント
- 齋藤隆 - 元ウエイトリフティング選手、元オリンピック選手。

### 教職員
- 村上与市 - 藤島町町長
- 阿部博行 - 著作家
- 佐高信 - 評論家

## アクセス
- JR羽越本線藤島駅より徒歩10分